# Here and Now
『Here and Now』（ヒアアンドナウ）はSAKUの1stアルバムである。2001年3月23日にTricycle ENTERTAINMENTよりリリースされた。

## 解説
男性デュオのCALL（櫻井茂雄、小林基弘）から1996年3月30日に活動休止した後に、メンバーの1人である櫻井茂雄がソロとしてメジャーデピューをし、改名『SAKU』の最初のアルバムである。今作品ではメジャーシングルの『Csoon RECORDS』『ユニバーサルミュージック』から発売の全ての楽曲を収録している。『Csoon RECORDS』『ユニバーサルミュージック』から『Tricycle ENTERTAINMENT』へと移行した経緯は全く解っていない。
今作品のジャケットには、SAKU個人の写真を採用している。CALL時代の楽曲も3曲収録されている。

## 収録曲
1. クエスチョン
  - 作詞: SAKU、作曲: SAKU
2. Pure
  - 作詞: SAKU、作曲: SAKU
  - テレビ東京『ニュース THIS EVENING』エンディングテーマ
3. 僕たちの眠る場所
  - 作詞: 青山紳一郎、作曲: SAKU
  - テレビ東京系「開運!なんでも鑑定団」エンディングテーマ
4. 心の翼
  - 作詞: SAKU、作曲: SAKU
  - OVA『特務戦隊シャインズマン』エンディングテーマ
5. Your Birthday
  - 作詞: SAKU、作曲: SAKU
6. 君の記憶の片隅で
  - 作詞: SAKU、作曲: SAKU・小嶋隆一
  - テレビ神奈川/サンテレビジョン「Cool GANG」6月度エンディング・テーマ
7. オレンジタワー
  - 作詞: 青山紳一郎、作曲: SAKU
8. 君があふれてる
  - 作詞: SAKU、作曲: SAKU・小嶋隆一
9. Parallel Line
  - 作詞: SAKU、作曲: SAKU
10. すべてあるままに
  - 作詞: SAKU、作曲: SAKU・小嶋隆一
11. 風の旋律
  - 作詞: SAKU、作曲: SAKU
12. Starting Over 
  - 作詞: SAKU、作曲: SAKU